# Clovia beccari
Clovia beccari är en insektsart som beskrevs av Schmidt 1922. Clovia beccari ingår i släktet Clovia och familjen spottstritar. Inga underarter finns listade i Catalogue of Life.